# Hugh Huxley
Hugh Esmor Huxley (FRS) (25 februari 1924 - 25 juli 2013) was een Britse bioloog. Hij was hoogleraar aan de Brandeis University in Massachusetts in de Verenigde Staten.
Huxley kreeg vooral erkenning door zijn onderzoek naar de structuur van spieren. In de jaren 1950 was hij een van de eersten die elektronenmicroscopie gebruikten om het glijdend filamentmechanisme bij spiercontractie vast te stellen. Als gevolg daarvan is het begrip van spierstructuren verder toegenomen door elektronenmicroscopie en met gebruik van afgebogen röntgenstralen.
Huxley werd Fellow of the Royal Society in 1960 en kreeg de Louisa Gross Horwitz Prijs van Columbia University in 1971, waarvan hij in 1977 ook een koninklijke medaille ontving. In 1997 won hij de Copley Medal. Verder is Huxley een Distinguished Supporter van de British Humanist Association.

## Glijdend filamentmechanisme
Het glijdend filamentmechanisme (sliding filament model) werkt als volgt. Tijdens contractie glijden van elke zijde van het sarcomeer de dunne filamenten naar binnen, naar de A-band toe. De breedte van de A-banden verandert niet wanneer de spiervezel verkort, terwijl de I-banden en de H-zones verkleinen. Daardoor trekken de dunne filamenten de Z-lijnen waaraan zij vastgehecht zitten ook naar elkaar toe, zodat het sarcomeer verkort. Wanneer de sarcomeren gelijktijdig verkorten over de hele lengte van de vezel, verkort de hele spiervezel.
- International Standard Name Identifier: 0000 0000 6739 5044
- Library of Congress Control Number: n84142032
- Nationale bibliotheek van Australië: 36234143
- Nationale Bibliotheek van Israël: 987007447896205171
- Nederlandse Thesaurus van Auteursnamen: 134293606
- Réseau des bibliothèques de Suisse occidentale: 02-A009227164
- Istituto Centrale per il Catalogo Unico: MILV204789
- Système universitaire de documentation: 084997737
- Virtual International Authority File: 3878895
- WorldCat: E39PBJvcXJBW4P44CQTdpPGT73